# HD 43993
HD 43993，又名BD-09 1411，SAO 133091、HR 2267，是一颗恒星，视星等为5.36，位于銀經217.7，銀緯-11.47，其B1900.0坐标为赤經6h 14m 5.2s，赤緯-9° -11.47′ 58″。